# Кохановичи (Витебская область)
Коха́новичи (бел. Каха́навічы) — агрогородок (до 2010 — деревня) в Верхнедвинском районе Витебской области Беларуси. Административный центр Кохановичского сельсовета. 

## География
Расположен в 20 км к северо-востоку от Верхнедвинска, на берегу реки Берёзовки, на пересечении дорог Р117 — граница Российской Федерации — Верхнедвинск и Р132 — граница Российской Федерации — Россоны — Кохановичи.

## История
Первые письменные упоминания Кохановичей относятся к началу XVI века. Кохановичи входили в состав Полоцкого воеводства. Имение в разное время принадлежало Лавейкам, Новочинским, Храповицким.
В 1793 году Кохановичи вошли в состав Российской империи, находились в Дриссенском уезде Витебской губернии. При церкви Святых Апостолов Петра и Павла существовал погост — центр Кохановичской волости. В имении Храповицких были открыты больница и церковно-приходское училище.
В 1924 году Кохановичи вошли в состав Белорусской ССР, где стали центром сельсовета.

В 2010 году деревня Кохановичи преобразована в агрогородок.

Усадебно-парковый комплекс Храповицких
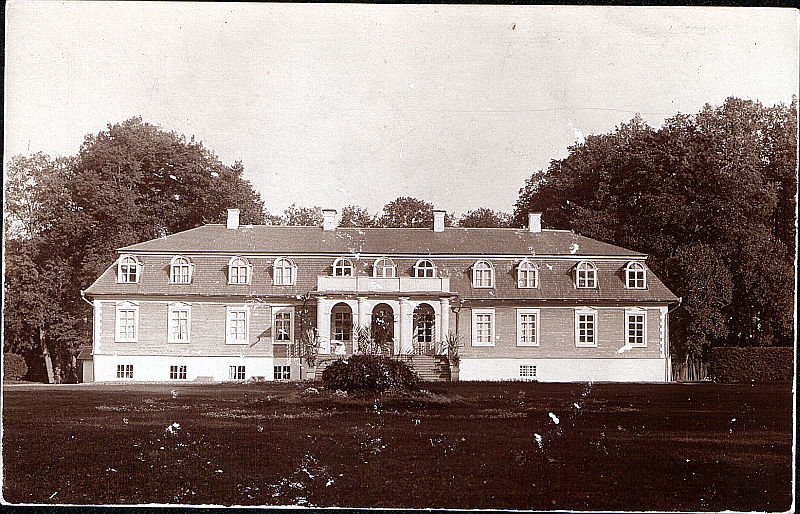
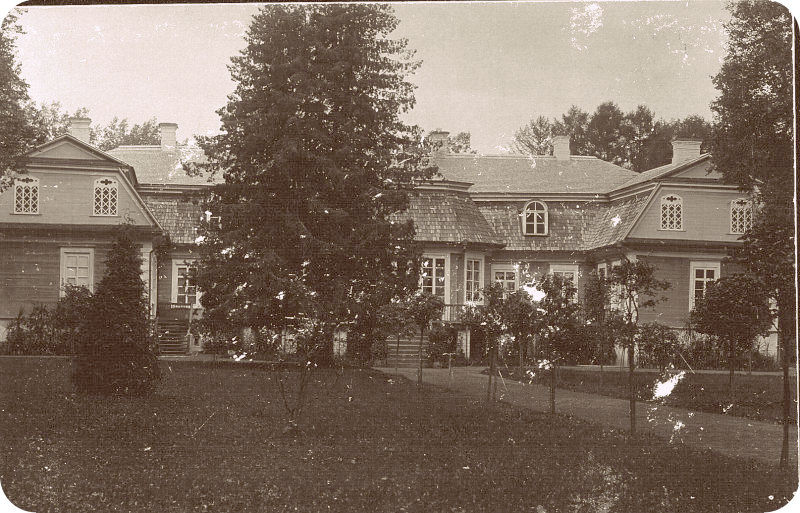
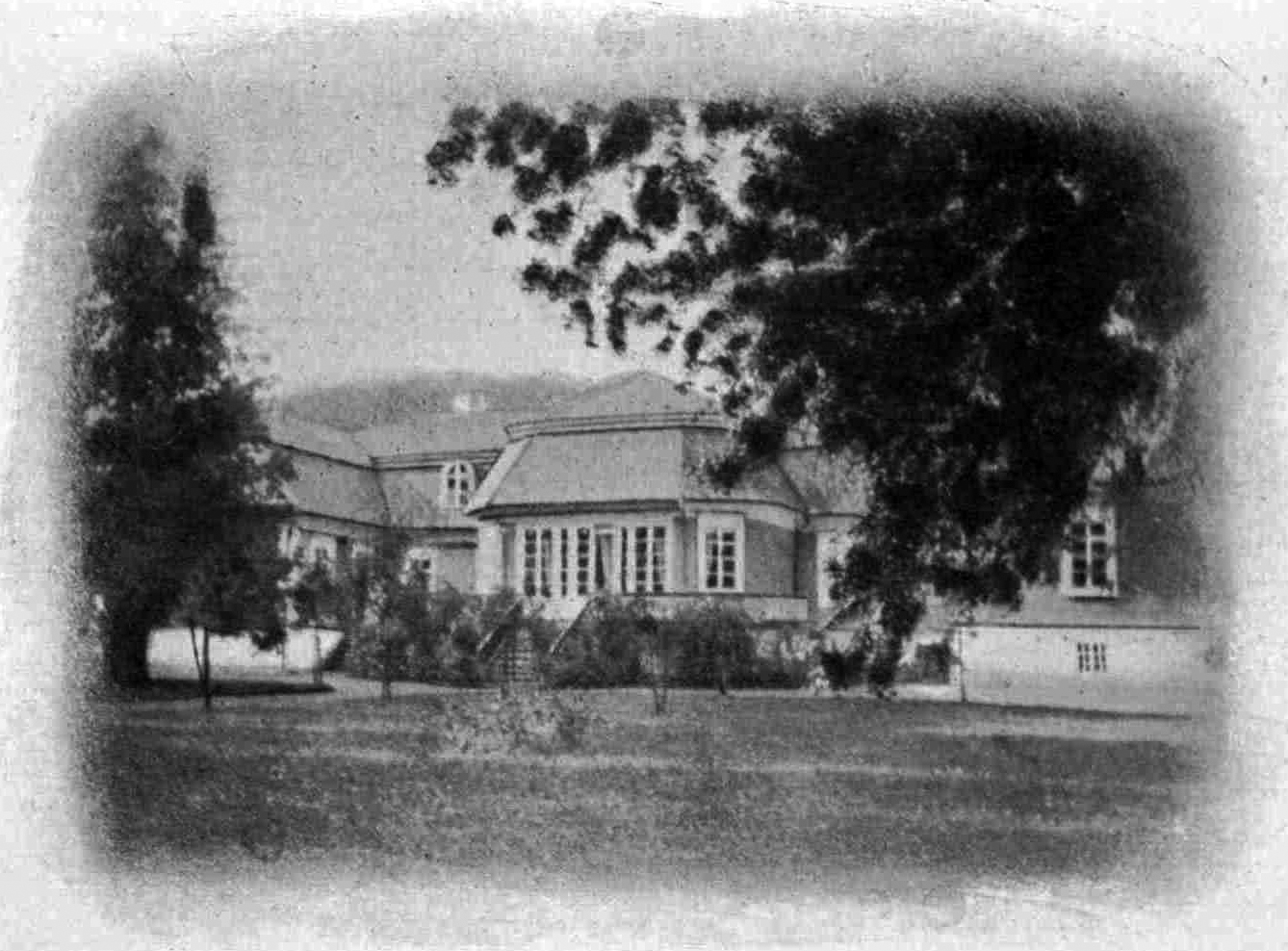
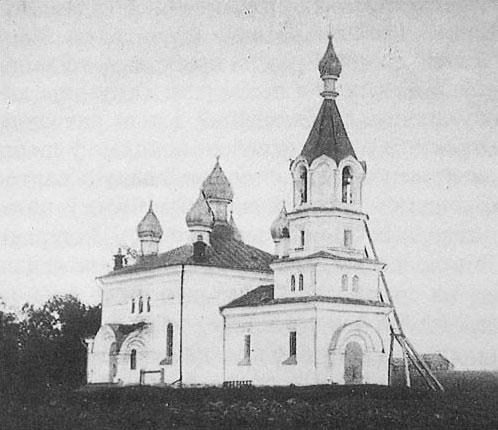
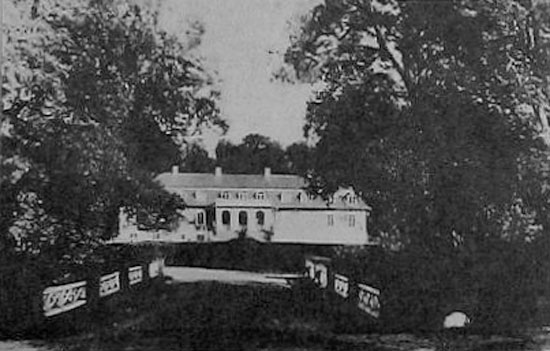

## Население
- 1904 год — 24 жителя[5].
- 1999 год — 640 жителей.
- 2009 год — 575 жителей[6].
- 2019 год — 490 жителей.

## Предприятия и организации
На территории агрогородка расположен КУПСХП «Кохановичи», в котором трудятся 250 человек. Хозяйство специализируется на производстве животноводческой продукции и растениеводстве. В Кохановичах находятся Дом культуры, амбулатория, библиотека, средняя школа-сад, почта, столовая, три магазина.
Действует регулярное автобусное сообщение с Верхнедвинском и Полоцком, а также по местным направлениям.

## Культура
- Дом культуры
- Музей ГУО "Кохановичская средняя школа"

## События и мероприятия
В 2017 году в честь 200-летия со дня рождения И. Е. Храповицкого в Верхнедвинске и Кохановичах прошла международная научная конференция.

## Достопримечательности
- Могила И. Е. Храповицкого
- Обелиск в память жертв Великой Отечественной войны (1965)
- Надмогильная плита в память о неизвестном советском воине (1968)
- Курган в память о погибших воинах-земляках (1970)

### Утраченное наследие
- Часовня (1823)
- Усадебно-парковый ансамбль имения Храповицких (начало XIX века — 1918)
- Православная церковь Святых Апостолов Петра и Павла (1878)

## Известные уроженцы и жители
- Храповицкий, Игнатий Евстафьевьевич (1817—1894) — белорусский фольклорист, общественный деятель.